# Paramoron singulare
Paramoron singulare là một loài bọ cánh cứng trong họ Cerambycidae.